# Barão de Porto Covo da Bandeira
Barão de Porto Covo da Bandeira foi um título nobiliárquico criado por D. João, Príncipe Regente em nome da rainha D. Maria I de Portugal, por decreto de 17 de agosto de 1805, em favor de Jacinto Fernandes Bandeira.
Titulares
1. Jacinto Fernandes Bandeira, 1.º barão de Porto Covo da Bandeira.
2. Joaquim da Costa Bandeira, 2.º barão, 1.º visconde de Porto Covo da Bandeira e 1.º conde de Porto Covo da Bandeira.